# Malgrat de Mar
Malgrat de Mar je španělské městečko v autonomním společenství Katalánsko, v provincii Barcelona v comarce Maresme ležící na pobřeží Costa del Maresme mezi městy Pineda de Mar a Blanes. S Barcelonou jej spojují přímo železnice i silnice. Žije zde přibližně 19 tisíc obyvatel. Město je vyhledávaným turistickým střediskem.

## Vývoj počtu obyvatel
| Rok            | 1900  | 1930  | 1950  | 1970  | 1986   | 2001   | 2005   | 2009   |
| Počet obyvatel | 3 738 | 4 607 | 4 859 | 9 174 | 10 799 | 14 367 | 16 162 | 18 472 |

## Galerie

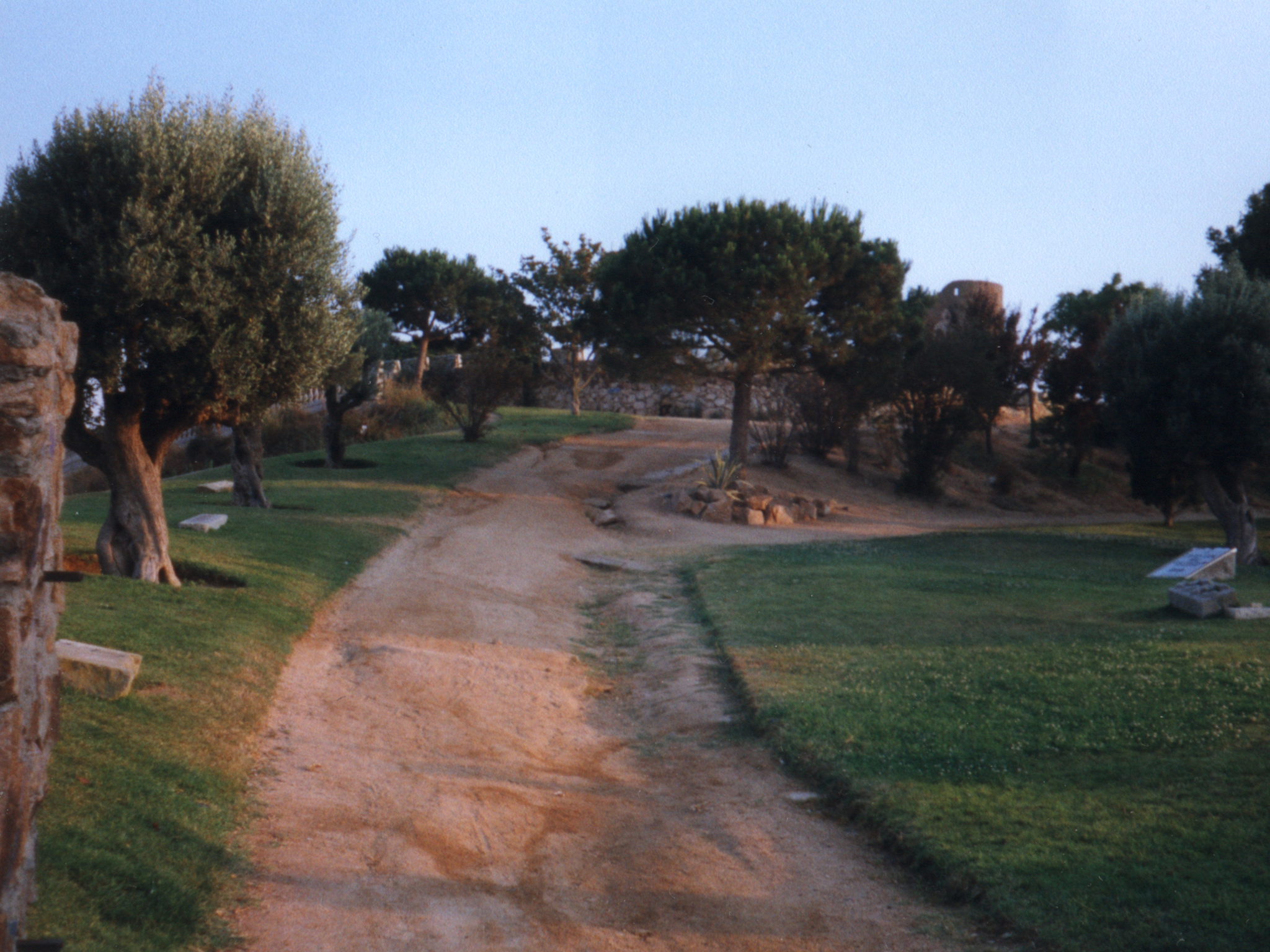
Park
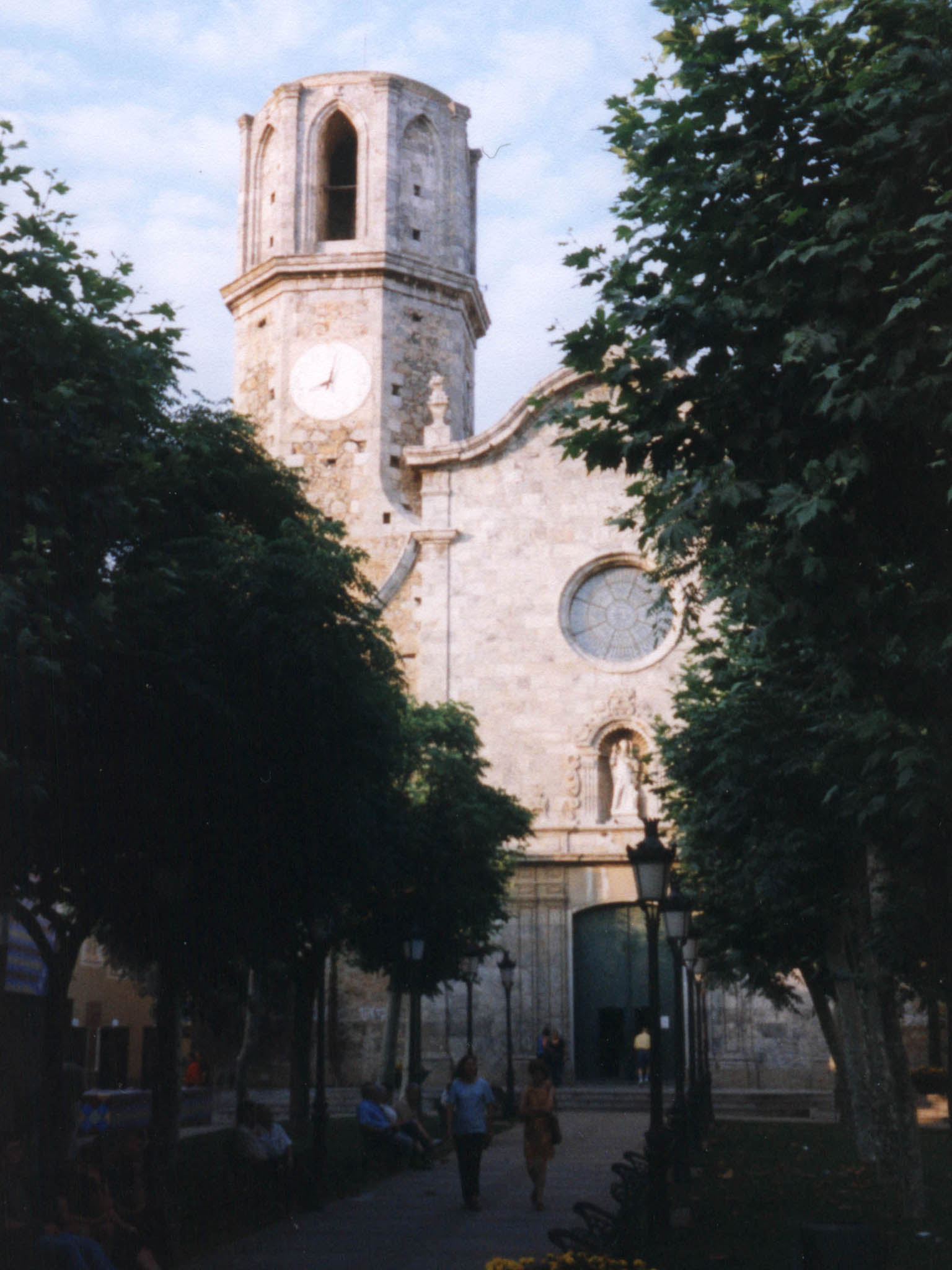
Kostel
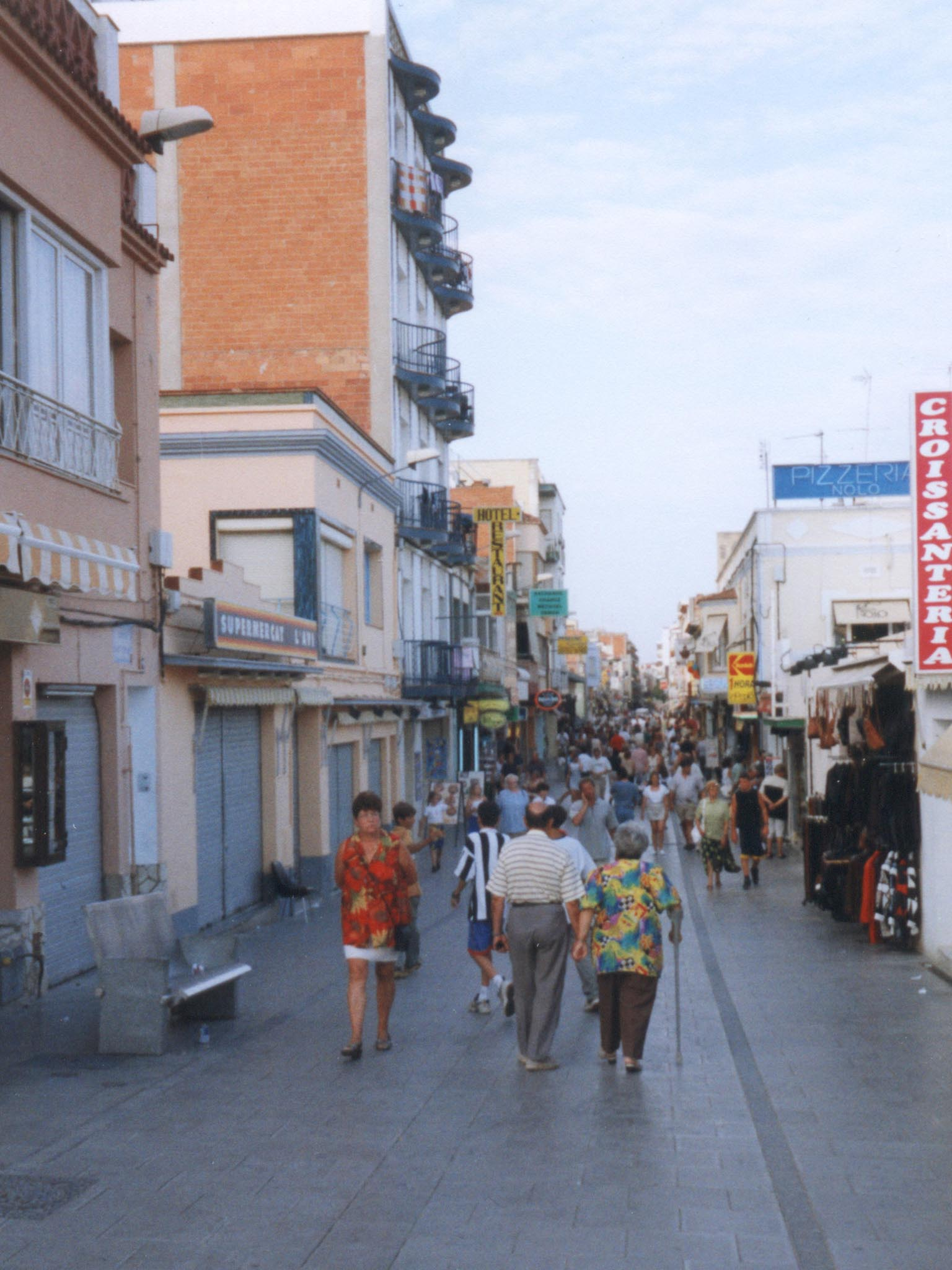
Ulice